# Gedecktes Brüggli

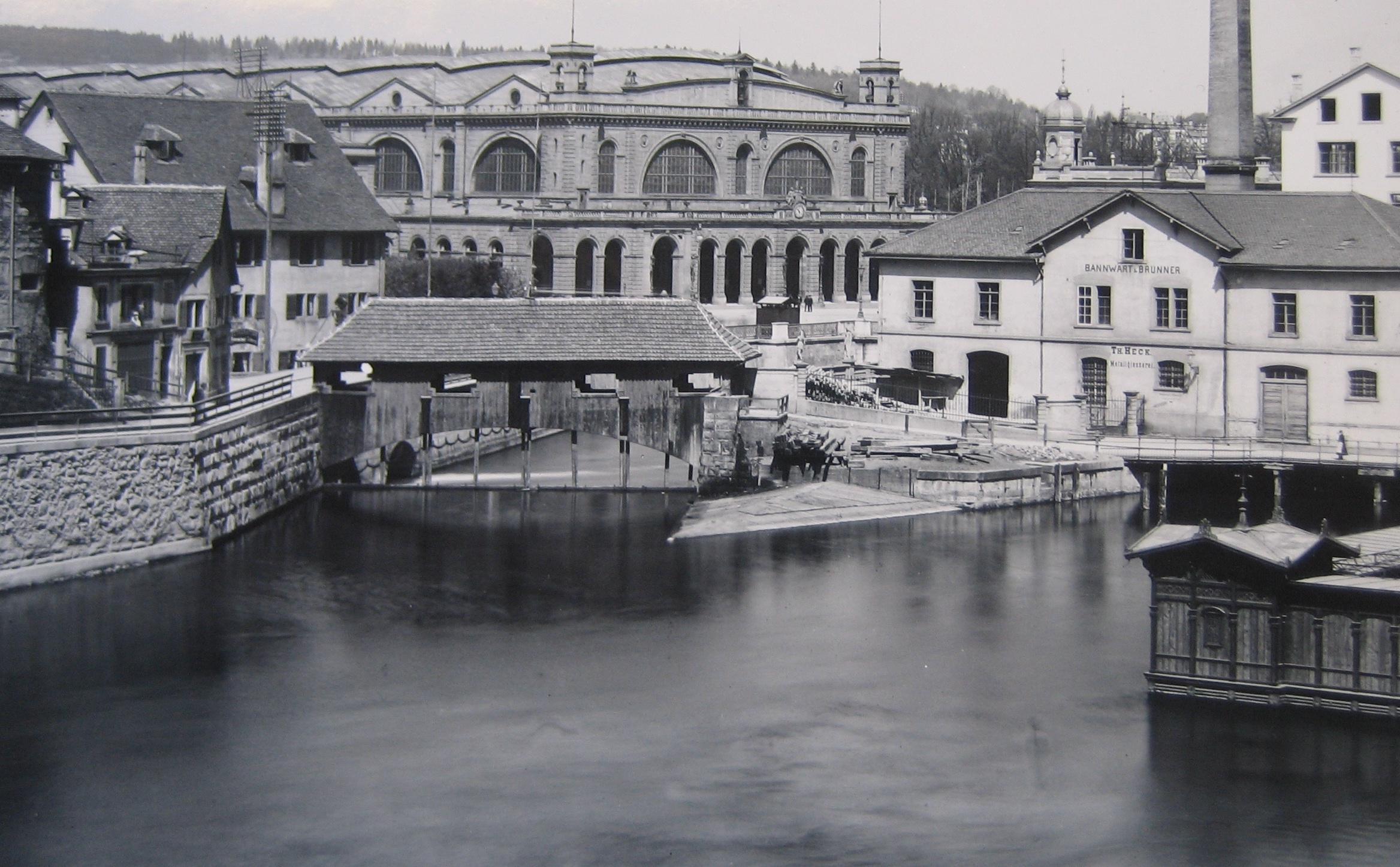
Das «Gedeckte Brüggli» vor dem Hauptbahnhof Zürich, 1893

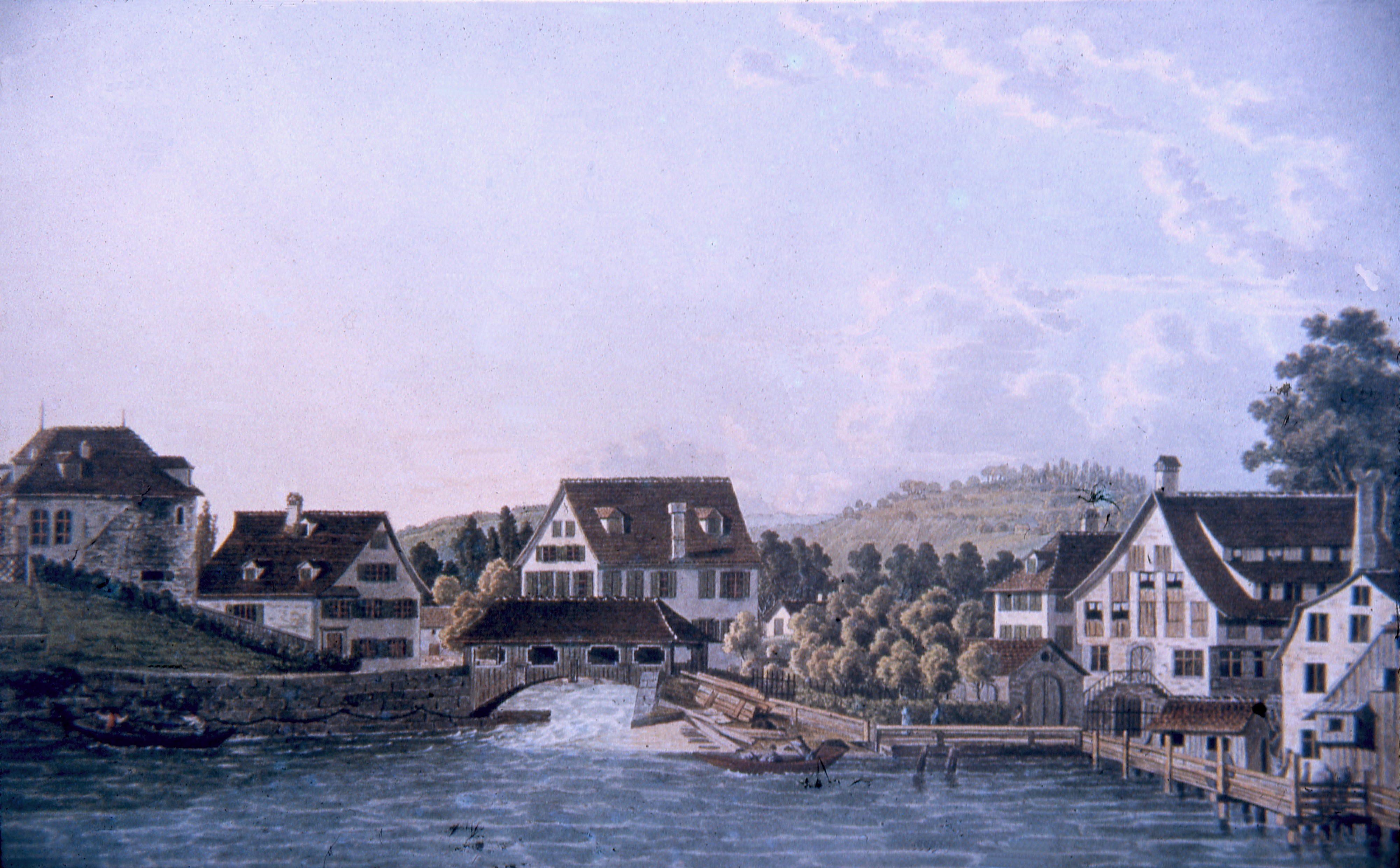
1810, Blick nach Norden

Das Gedeckte Brüggli (eigentlich «s'teckte Brüggli» = Zürichdeutsch für «Gedecktes Brücklein») verband in Zürich zwischen 1689 und 1950 den unteren Mühlesteg und die Papierwerd mit dem Bahnhofquai am linken Limmatufer. Die Brücke bildete für die stark befahrene Bahnhofbrücke eine willkommene Entlastung und wurde von vielen Fussgängern als gefahrloser Übergang benutzt.

## Geschichte
Die Brücke wurde am 15. Mai 1329 erstmals als Werdsteg erwähnt, 1379 als Niederer Steg. Die eigentliche hölzerne Brücke, später vom Volksmund «Gedecktes Brüggli» genannt, wurde gemäss Salomon Vögelin im Jahr 1689 von Baumeister Vögtlin erbaut, als man auch das benachbarte Schützenhaus (1899 abgetragen) in die dritte Stadtbefestigung einbezog. 1950 wurde die Brücke im Zuge der Verbreiterung des Bahnhofquais abgebrochen.

## Beschreibung

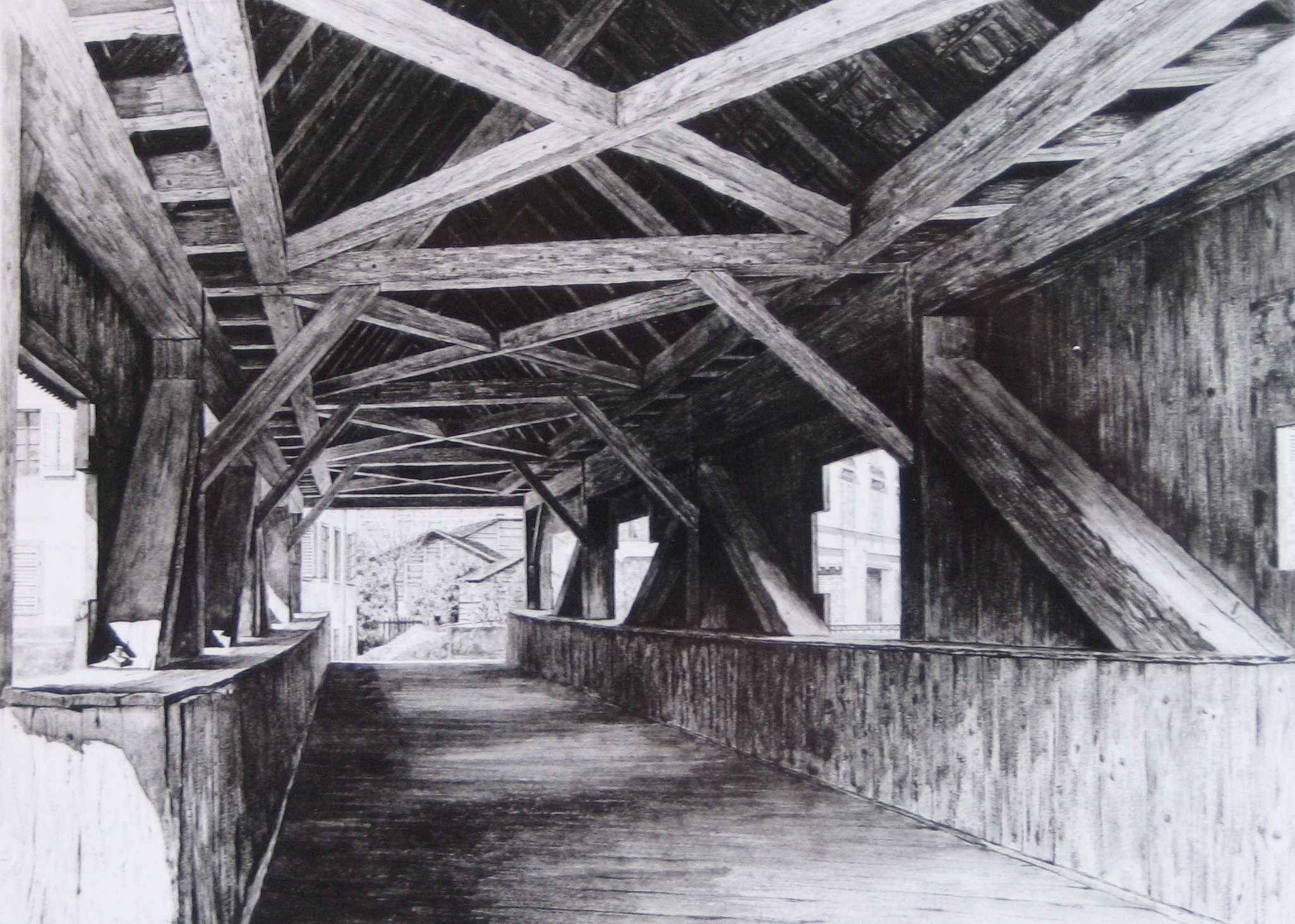
Inneres

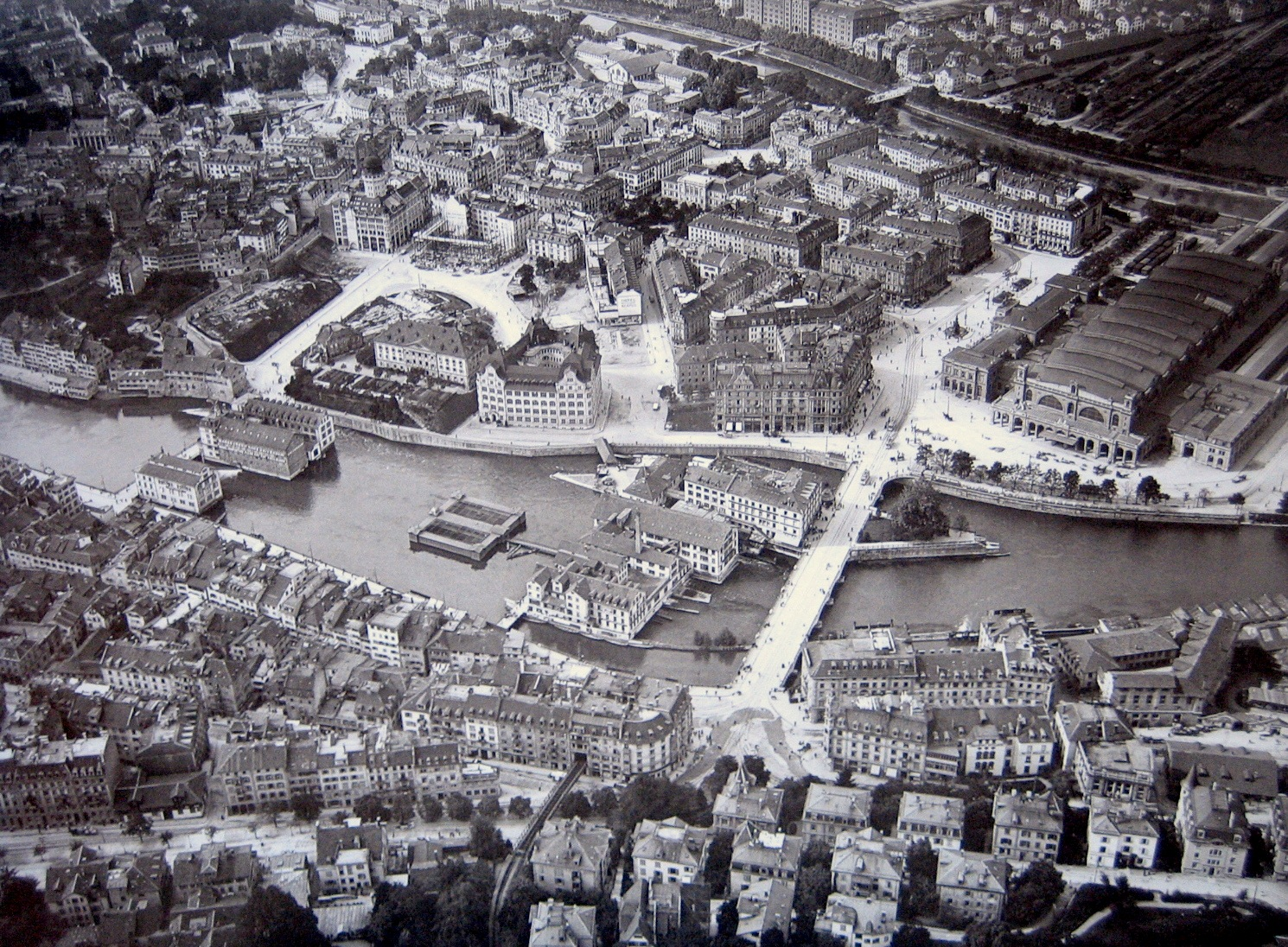
Das Brüggli in der Bildmitte, oberer und Unterer Mühlesteg und Frauenbadeandstalt inmitten der Limmat, Hauptbahnhof und unten das Central. Luftbild von Eduard Spelterini, um 1910.

Die Brücke war als kombiniertes Spreng- und Hängewerk ausgebildet und wies eine Spannweite von 17,5 Metern auf. Die Fahrbahn bestand aus fünf Balken, die an den Ufern auflagen, durch das Hängewerk dreimal unterfangen und mit querverlegten Bohlen belegt waren. Beidseits waren drei kreuzförmige Fenster ausgespart. Das einfache Walmdach, mit Sparren, ohne First- und Fusspfetten war mit Ziegeln bedeckt. Die Dachkonstruktion war durch horizontale Streben ausgesteift und durch Andreaskreuze querverstrebt.

## Abbruch
Die Nachricht, dass das «Gedeckte Brüggli», das inoffizielle Wahrzeichen Zürichs, abgebrochen werden sollte, löste in der Bevölkerung einen Sturm der Entrüstung aus. Am 1. März 1950 legte der Zürcher Stadtrat dem Gemeinderat eine Vorlage vor, die verlangte, die Brücke an einem anderen Standort wieder aufzubauen; zwischen Nüschelerstrasse und Gessnerallee sollte sie den Schanzengraben überqueren. Dafür sollte ein Kredit von Fr. 80'000 gesprochen werden.
Nach heftigen und emotional geführten Diskussionen, in denen sich die Parteien gegenseitig Kulturvandalismus bzw. Sentimentalität vorwarfen, entschied sich der Gemeinderat mit grossem Mehr dafür, den stadträtlichen Antrag zurückzuweisen; dies nicht zuletzt wegen des schlechten baulichen Zustandes der Brücke, der faktisch einen Neubau bedingt hätte. Auch ein weiterer Antrag, die Brücke beim Bauschänzli wieder aufzubauen, fand keine Mehrheit. Der Stadtrat gab die Zusicherung, die Balken einzulagern.
Aus dem Protokoll des Gemeinderats der Stadt Zürich vom 27. Juni 2001 ist als Stellungnahme des Stadtrats zur Einlagerung der Balken auszugsweise zu entnehmen: Die alte Holzbrücke wurde 1950 abgebrochen und entsorgt, da ihr Zustand sehr schlecht war ... Da die Brücke nicht eingelagert wurde, sind auch keine Kosten aufgelaufen ... Die Brücke kann nicht wieder aufgebaut werden, da sie nicht mehr existiert ... Die Thematik wurde in zwei Artikeln des Tages-Anzeigers vom 23. Mai 2001 «Wo ist das gedeckte Brüggli» und vom 5. Juni 2001 «Das Rätsel um das gedeckte Brüggli ist gelöst» eingehend recherchiert und abgehandelt. Die Recherchen des Tiefbauamtes kommen zum gleichen Schluss: Die damalige Holzbrücke existiert nicht mehr.

## Galerie

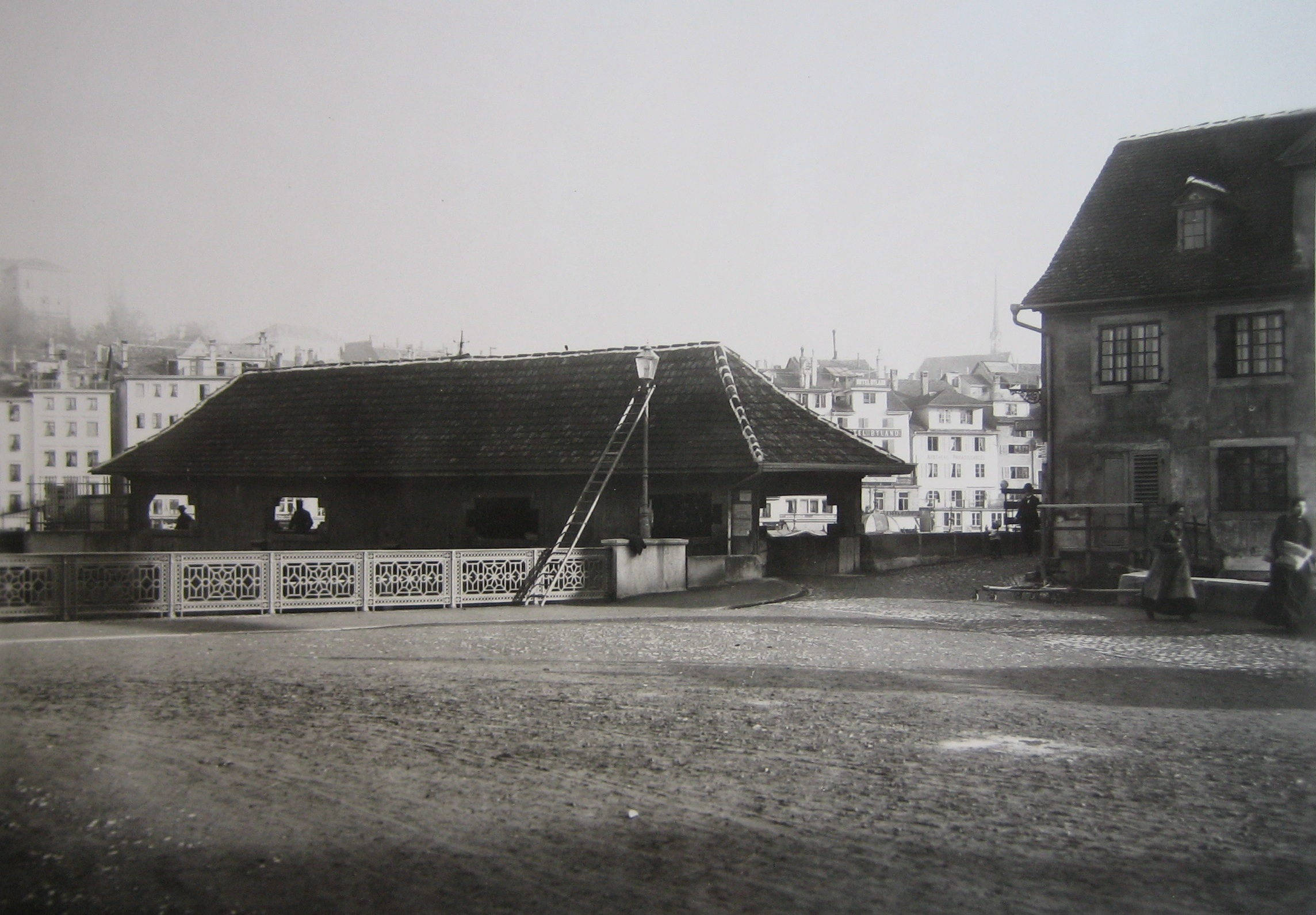
Das Brüggli 1898
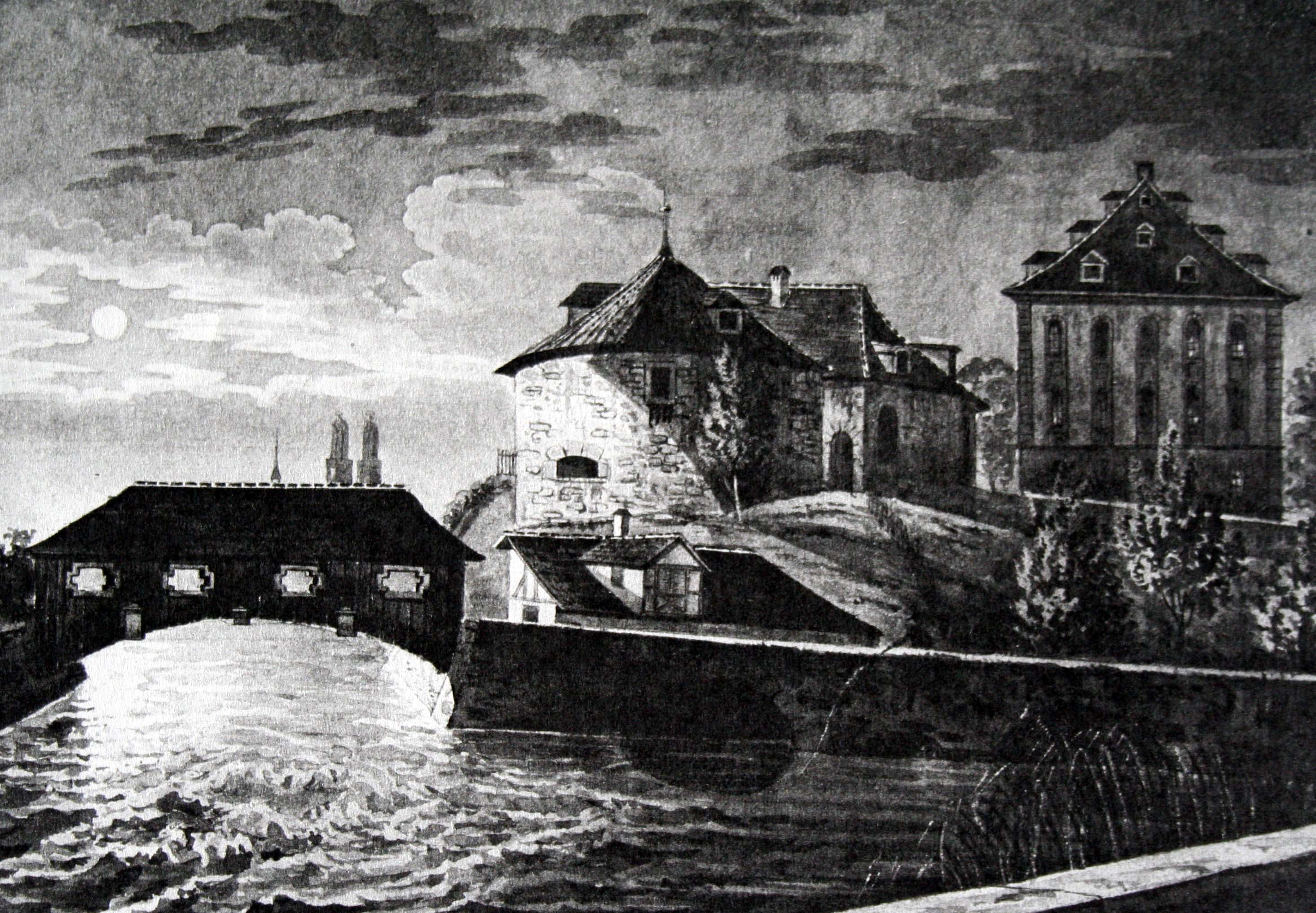
Brüggli 1908
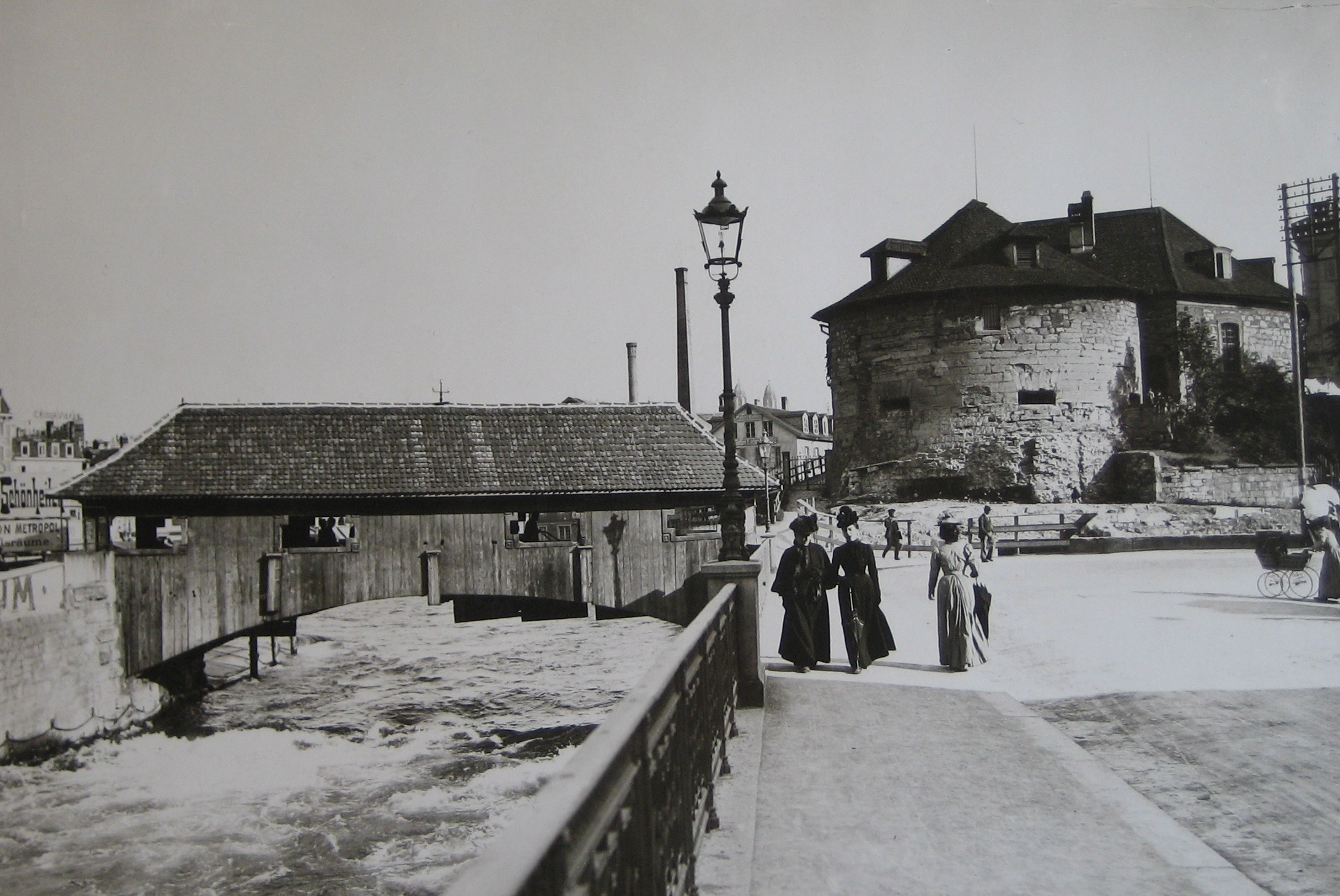
1909, rechts das Waisenhausbollwerk
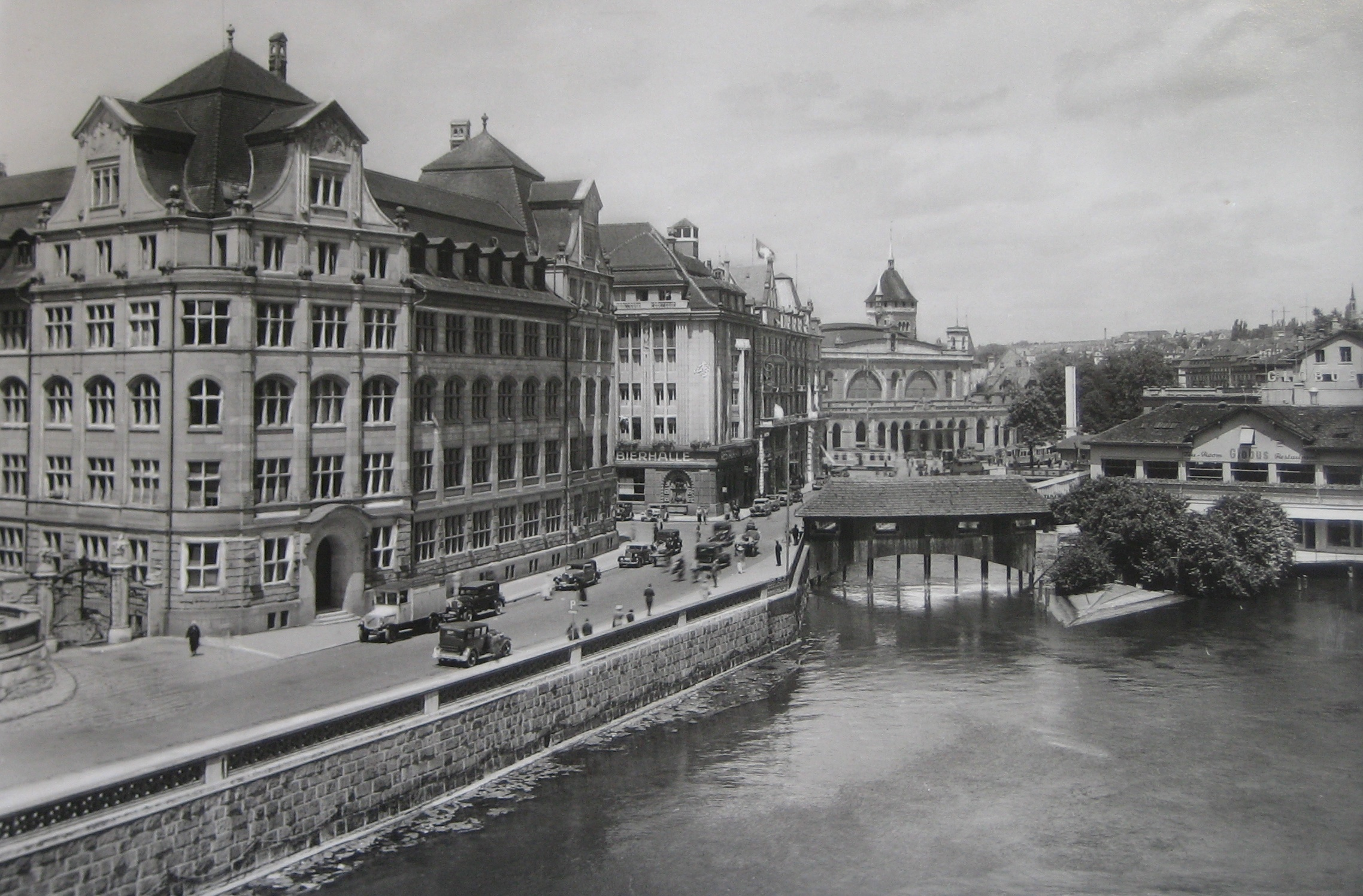
Ansicht von Süden
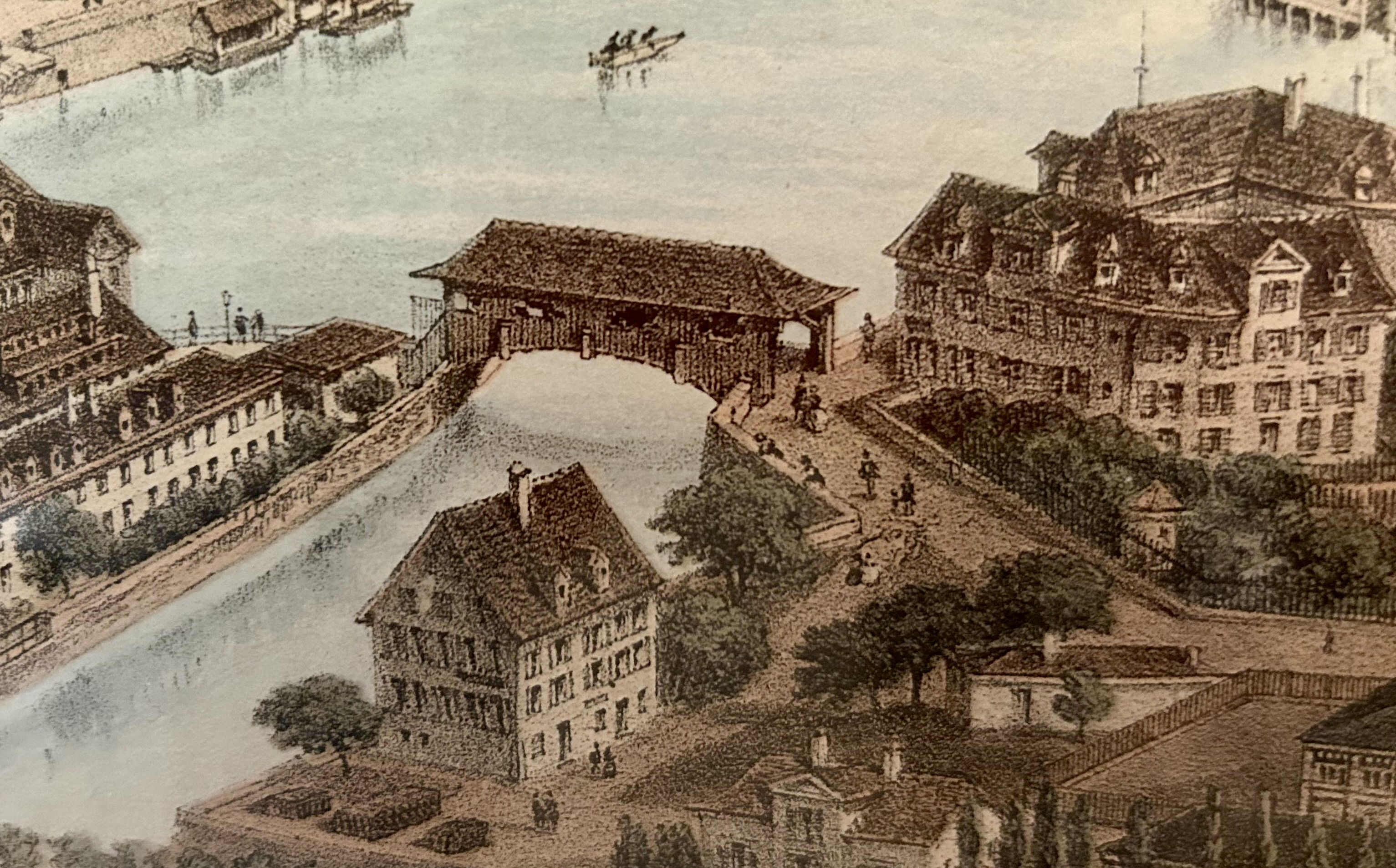
Auf einem Plan von Charles Fichot, 1863

## Nachwirkungen
Das «Gedeckte Brüggli» wurde in zahlreichen Gedichten und Liedern verewigt. Das bekannteste Lied stammt von Ernst Brupbacher und wurde vom bekannten Jodelduo Martheli Mumenthaler-Vreneli Pfyl aufgenommen.